# شاگرد (مسیحیت)
مرید، شاگرد (انگلیسی: Disciple) یک پیرو فداکار مسیح در عیسی از دیدگاه مسیحیان است. این اصطلاح در عهد جدید فقط در انجیل و اعمال رسولان یافت می‌شود. در دنیای باستان، شاگرد پیرو یا پیرو معلم است.